# Iron Duke (lớp thiết giáp hạm)
Lớp thiết giáp hạm Iron Duke là một lớp thiết giáp hạm dreadnought được Hải quân Hoàng gia Anh Quốc chế tạo trước Chiến tranh Thế giới thứ nhất. Lớp bao gồm bốn chiếc: Iron Duke, Marlborough, Benbow và Emperor of India. Được hạ thủy từ tháng 10 năm 1912 đến tháng 11 năm 1913, đây là lớp thiết giáp hạm siêu-dreadnought thứ ba của Hải quân Hoàng gia. Về căn bản dựa trên lớp King George V, chúng giữ lại dàn pháo chính gồm mười khẩu pháo 13,5 inch (34,3 cm) trên năm tháp pháo nòng đôi trên trục giữa. Tuy nhiên, Iron Duke có vỏ giáp được cải tiến và một dàn pháo hạng hai mạnh mẽ hơn, trang bị pháo 6 inch thay vì cỡ 4 inch như trên những chiếc dẫn trước.
Bốn chiếc trong lớp Iron Duke là những thiết giáp hạm tiên tiến nhất của Hải quân Hoàng gia Anh vào lúc Thế Chiến I nổ ra, cho dù sau đó nhanh chóng bị lớp Queen Elizabeth vượt qua. Chúng đã được sử dụng rộng rãi trong chiến tranh cùng với Hạm đội Grand Anh Quốc, nơi mà Iron Duke phục vụ như là soái hạm của Tư lệnh hạm đội, Đô đốc John Jellicoe. Ba chiếc trong lớp, Iron Duke, Benbow, và Marlborough, đã có mặt trong trận Jutland, riêng chiếc thứ tư Emperor of India đang ở trong ụ tàu để bảo trì định kỳ. Cả bốn chiếc chỉ có những hoạt động giới hạn sau chiến tranh; tất cả đều bị giải giáp theo những điều khoản của Hiệp ước Hải quân Washington năm 1922. Iron Duke trở thành một tàu huấn luyện và tàu kho chứa, và đã tồn tại trong vai trò này cho đến năm 1946 khi nó bị tháo dỡ. Benbow bị tháo dỡ vào năm 1931 rồi đến Marlborough tiếp nối vào năm 1932, riêng Emperor of India bị đánh chìm như một mục tiêu tác xạ vào năm 1931.

## Thiết kế

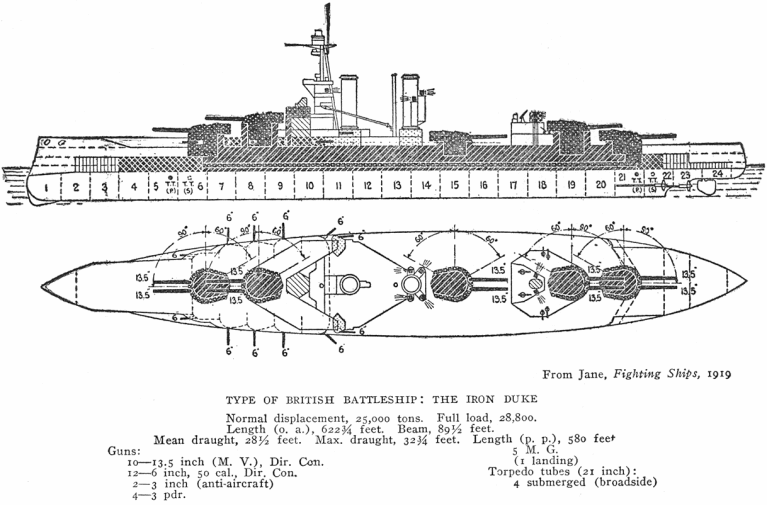
Sơ đồ một con tàu lớp Iron Duke, lấy từ Jane's Fighting Ships 1919

### Các đặc tính chung
Lớp Iron Duke có chiều dài chung 622 foot (189,6 m), mạn thuyền rộng 90 foot (27,4 m), và độ sâu của mớn nước là 29 foot (8,8 m) khi đầy tải nặng. Chúng dài hơn 25 foot (7,6 m) và rộng hơn 1 foot (0,3 m) so với những chiếc thuộc lớp King George V dẫn trước. Trọng lượng choán nước của lớp Iron Duke là 25.000 tấn Anh (25.000 t), nặng hơn khoảng 2.000 tấn Anh (2.000 t) so với lớp King George V dẫn trước, chủ yếu là do gia tăng cỡ nòng của dàn pháo hạng hai.

### Hệ thống động lực
Những chiếc thuộc lớp Iron Duke được cung cấp động lực từ bốn turbine hơi nước Parsons dẫn động trực tiếp. Hệ thống động lực được chia thành ba phòng động cơ, với các trục chân vịt giữa được dẫn vào phòng trung tâm còn các trục trục chân vịt bên nối vào các phòng động cơ bên mạn phải và trái. Hai trục giữa được dẫn động bằng cặp turbine áp lực cao phía trước và phía sau, trong đó turbine phía trước có một cấp bánh răng bổ sung để đi đường trường, nó được tách khỏi turbine chính bởi một van nối tắt. Các trục bên được dẫn động bằng cặp turbine áp lực thấp phía trước và phía sau. Khi chạy đường trường, các turbine phía ngoài sẽ được tắt, con tàu chỉ dựa trên các trục giữa. Hơi nước được cung cấp từ 18 nồi hơi Babcock & Wilcox hoặc Yarrow đốt than, được bố trí thành ba cụm với sáu nồi hơi mỗi cụm; thiết bị phun dầu được trang bị để nhanh chóng nâng áp lực hơi nước. Động cơ cung cấp một tổng công suất 29.000 hp (22.000 kW), cho phép đạt đến tốc độ tối đa 21,5 hải lý trên giờ (39,8 km/h; 24,7 mph); tuy nhiên khi chạy thử máy, các con tàu đã đạt tới công suất 32.013 ihp (23.872 kW). Iron Duke cùng các tàu chị em có thể chứa tối đa 3.250 t (3.200 tấn Anh; 3.580 tấn Mỹ) than cùng 1.050 t (1.030 tấn Anh; 1.160 tấn Mỹ) dầu; cho phép chúng có tầm hoạt động tối đa 7.780 hải lý (14.410 km; 8.950 mi) ở tốc độ đường trường 10 kn (19 km/h; 12 mph).

### Vũ khí

#### Dàn pháo chính

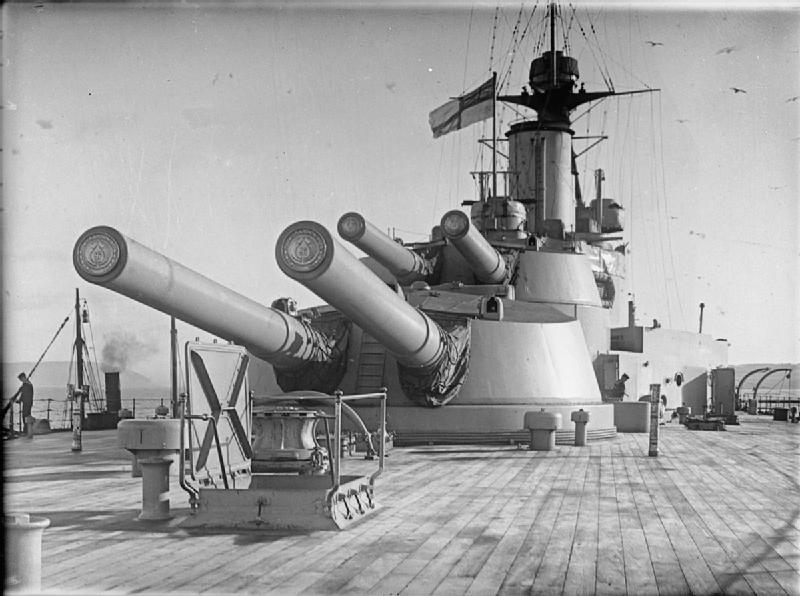
Các tháp pháo ‘X’ và ‘Y’ phía đuôi của Emperor of India

Lớp Iron Duke trang bị dàn pháo chính gồm 10 khẩu pháo BL 13,5 in (340 mm) Mk V(H) đặt trên năm tháp pháo nòng đôi, tất cả đều được bố trí ngay trên trục giữa. Hai tháp pháo "A" và "B" được đặt trên một cặp bắn thượng tầng phía trước, tháp pháo "Q" ở giữa tàu ngay sau hai ống khói, và hai tháp pháo "X" và "Y" bắn thượng tầng phía sau. Tháp pháo thuộc kiểu Mk II có trọng lượng 600 t (600 t), cho phép hạ đến góc −3° và nâng lên đến góc 20°. Dù vậy, vào lúc chế tạo, vòng xoay chỉ tầm xa trên các thước ngắm chỉ được khắc cho đến góc 15°. Các bánh cam và kính ngắm góc cao cho phép nâng tối đa các khẩu pháo chỉ được bổ sung vào một lúc nào đó sau trận Jutland. Các khẩu pháo phía trước và phía sau có thể xoay tối đa 150°Cả hai phía của trục giữa, trong khi tháp pháo "Q" có góc bắn bị giới hạn hơn, chỉ có thể ngắm mục tiêu hai bên mạn ở góc từ 30° đến 150° so với trục giữa của con tàu. Các tháp pháo "B" và "X" bị hạn chế không được bắn trực tiếp ngay bên trên tháp pháo "A" và "Y" do khả năng áp lực nổ đầu nòng lọt vào nắp quan sát của tháp pháo bên dưới, vốn vẫn còn được bố trí ở đầu trước nóc tháp pháo.
Kiểu pháo Mark V (H) bắn được nhiều loại đầu đạn pháo khác nhau, bao gồm đạn công phá và đạn xuyên thép, tất cả đều cân nặng 1.400 lb (640 kg). Các khẩu pháo được nạp liều thuốc phóng MD45 nặng 297 lb (135 kg) chứa trong các bao lụa, cung cấp một lưu tốc đầu đạn lên đến 2.491 ft/s (759 m/s). Ở góc nâng tối đa 20°, các khẩu pháo có tầm bắn 23.740 yd (21.710 m), cho dù tầm bắn hiệu quả tối đa ở góc nâng 15° giảm đáng kể, khoảng 20.000 yd (18.000 m). Ở khoảng cách 10.000 yd (9.100 m), đạn pháo xuyên thép (AP) có khả năng xuyên thủng vỏ giáp thép Krupp dày cho đến 12,5 in (320 mm), là kiểu vỏ giáp sử dụng trên các thiết giáp hạm dreadnought Đức đương thời. Các khẩu pháo có tốc độ bắn từ 1,5  đến 2 phát mỗi phút.

#### Dàn pháo hạng hai

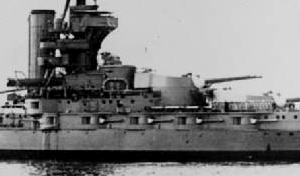
Dàn pháo hạng hai bên mạn phải của chiếc Marlborough

Dàn pháo hạng hai bao gồm mười hai khẩu pháo BL 6 in (150 mm) Mk VII bố trí trong các tháp pháo ụ trên lườn tàu chung quanh cấu trúc thượng tầng phía trước. Kiểu pháo này đã được chọn do loại hải pháo BL 4 inch Mk VII trang bị cho các thiết giáp hạm trước đó tỏ ra quá yếu và tầm hoạt động quá ngắn, không thể chiến đấu hiệu quả chống lại các xuồng phóng lôi trang bị ngư lôi kiểu mới mạnh hơn. Đô đốc Jackie Fisher đã phản đối ý tưởng tăng thêm cỡ nòng cho dàn pháo hạng hai vì lý do kinh tế, và đồng thời ông tin rằng chúng sẽ vô dụng khi thời tiết xấu. Tuy nhiên, ông đã nghỉ hưu khỏi chức vụ Thứ trưởng Hải quân vào năm 1910; kết quả là, lớp Iron Duke, vốn được thiết kế vào năm 1911, được trang bị cỡ pháo 6 inch lớn hơn.
Kiểu pháo này bắn ra đạn pháo nặng 100 lb (45 kg) ở tốc độ bắn từ 5 đến 7 phát mỗi phút. Đạn pháo được bắn ra với lưu tốc đầu đạn 2.775 ft/s (846 m/s), cho dù các khẩu pháo có khả năng cao hơn. Nó được giảm bớt để chuẩn hóa tính năng với mọi kiểu pháo 6 inch khác đang được Hải quân Hoàng gia sử dụng, nhằm đơn giản hóa việc tính toán tầm xa cho các kiểu pháo cỡ này. Các khẩu pháo có thể nâng tối đa cho đến 20°, cho phép một tầm xa tối đa 15.800 yd (14.400 m).
Tuy nhiên một số vấn đề đáng kể nảy sinh đối với các tháp pháo ụ. Chúng được trang bị các tấm chắn bản lề được thiết kế để đóng kín các ụ pháo khi biển động. Tuy nhiên, các tấm chấn dễ dàng bị trôi đi, khiến nước lọt vào và làm ngập nước đáng kể. Vấn đề còn trở nên trầm trọng hơn do trong thực tế các tháp pháo ụ được bố trí khá thấp trên lườn tàu, chịu ảnh hưởng lớn bởi sóng nước khi biển động mạnh. Vấn đề cuối cùng được giải quyết bằng cách bổ sung những tấm vách ngăn thấp cho các phòng đặt pháo và những miếng đệm cao su cho các tấm chắn.

#### Các vũ khí khác
Iron Duke là thiết giáp hạm Anh đầu tiên được trang bị vũ khí phòng không. Vào năm 1914, hai khẩu QF 3 in (76 mm) được bố trí phía sau cấu trúc thượng tầng, chủ yếu nhằm chống lại các khí cầu của Đức. Các khẩu pháo này bắn ra từ 12 đến 14 quả đạn pháo mỗi phút, và có thể bắn 1.250 phát trước khi cần thay thế hay sửa chữa nòng pháo. Đạn pháo bắn ra nặng 12,5 lb (5,7 kg) với một đầu đạn công phá. Chúng được điều khiển bằng tay, và có trần bắn hiệu quả tối đa 23.500 ft (7.200 m).
Giống như những tàu chiến chủ lực vào thời đó, những chiếc trong lớp Iron Duke còn được trang bị các ống phóng ngư lôi ngầm. Các con tàu mang theo bốn ống phóng ngư lôi 21 in (530 mm), gồm hai ống mỗi bên mạn. Chúng phóng loại ngư lôi Mk II mang theo một đầu đạn 515 lb (234 kg) TNT; và có thể cài đặt hai tốc độ phóng: ở tốc độ 31 kn (57 km/h; 36 mph) tầm xa hoạt động đạt 10.750 yd (9.830 m), và ở tốc độ 45 kn (83 km/h; 52 mph) tầm xa hoạt động giảm đáng kể, chỉ còn 4.500 yd (4.100 m).

### Vỏ giáp
Những chiếc trong lớp Iron Duke có đai giáp dày đến 300 mm (12 in) ở phần trung tâm của con tàu, nơi hầm đạn, phòng động cơ cùng các bộ phận thiết yếu của con tàu được bố trí. Nó được vuốt mỏng còn 100 mm (3,9 in) về phía mũi và đuôi con tàu. Bệ tháp pháo chứa tháp pháo của dàn pháo chính có các mặt hông dày 250 mm (9,8 in) và phía sau dày 75 mm (3,0 in), nơi đạn pháo khó có thể bắn trúng. Bản thân tháp pháo có vỏ giáp dày 280 mm (11 in) ở các mặt. Lớp sàn bọc thép của con tàu dày 1–2,5 in (25–64 mm). Sau trận Jutland vào tháng 5 năm 1916, có khoảng 820 tấn (820 t) vỏ giáp được bổ sung cho các con tàu, chủ yếu nhằm gia cố sàn tàu chung quanh các tháp pháo chính và tăng cường vách ngăn cho các hầm đạn.

## Chế tạo
Iron Duke được đặt lườn vào ngày 12 tháng 1 năm 1912 tại xưởng tàu Portsmouth; nó được hạ thủy đúng 10 tháng sau đó, vào ngày 12 tháng 10 năm 1912. Công việc hoàn thiện được tiếp nối, và nó hoàn tất vào tháng 3 năm 1914. Nó được đưa ra hoạt động cùng Hạm đội Nhà như là soái hạm của Đô đốc George Callaghan. Marlborough là chiếc thứ hai trong lớp được chế tạo, nối gót theo Iron Duke chỉ hai tuần sau; Marlborough được đặt lườn tại xưởng tàu Devonport vào ngày 25 tháng 1 năm 1912 và hạ thủy vào ngày 24 tháng 10 năm 1912. Công việc hoàn thiện nó diễn ra chậm hơn, và nó chỉ hoàn tất vào tháng 6 năm 1914.
Benbow được đặt lườn tại xưởng tàu của hãng Beardmore vào ngày 30 tháng 5 năm 1912, 5 tháng chậm hơn so với các con tàu chị em dẫn trước. Nó được hạ thủy vào ngày 12 tháng 11 năm 1913 và hoàn tất vào tháng 10 năm 1914. Nguyên được đặt hàng dưới cái tên Delhi, Emperor of India, chiếc cuối cùng trong lớp, được đặt lườn tại xưởng tàu của hãng Vickers một ngày sau Benbow, 31 tháng 5 năm 1912. Nó được hạ thủy vào ngày 27 tháng 11 năm 1913 và hoàn tất vào tháng 11 năm 1914.

## Lịch sử hoạt động

### Iron Duke
Khi được đưa vào hoạt động, Iron Duke được phân về Hạm đội Nhà như là soái hạm của hạm đội. Sau khi Chiến tranh Thế giới thứ nhất nổ ra, Hải quân Hoàng gia được tái tổ chức; Hạm đội Nhà cùng Hạm đội Đại Tây Dương được sáp nhập thành Hạm đội Grand; Iron Duke tiếp tục đảm nhiệm vai trò soái hạm của hạm đội, lúc này đặt dưới quyền chỉ huy của Đô đốc John Jellicoe. Con tàu đã tham gia mọi hoạt động chính yếu của hạm đội, nhưng chỉ có một đưa đến đụng độ thực sự vào ngày 31 tháng 5 vốn đã dẫn đến Trận Jutland. Trong trận này, Iron Duke được phân về Đội 3 thuộc Hải đội Chiến trận 4, và được bố trí tại trung tâm của hàng chiến trận Anh.
Sau khi chiến tranh kết thúc, Iron Duke được chuyển sang Hạm đội Địa Trung Hải. Trong giai đoạn 1919-1920, con tàu đã hoạt động tại Hắc Hải hỗ trợ cho phe Bạch vệ trong cuộc Nội chiến Nga. Hiệp ước Hải quân Washington năm 1922 bắt buộc Iron Duke phải được rút khỏi hoạt động thường trực; tuy nhiên, nó được giữ lại cùng hạm đội trong một thời gian ngắn, được chuyển sang Hạm đội Đại Tây Dương vào năm 1926. Nhiệm vụ này kéo dài được ba năm, và cuối cùng nó cũng được cho xuất biên chế. Nó được giải giáp để sử dụng như một tàu huấn luyện; hai trong số các tháp pháo cùng một phần lớn vỏ giáp được tháo bỏ, và tốc độ bị giảm còn 18 kn (33 km/h; 21 mph) do tháo dỡ một số nồi hơi. Bắt đầu từ năm 1939, Iron Duke được sử dụng như một tàu kho chứa tại Scapa Flow. Sau khi Chiến tranh Thế giới thứ hai nổ ra cùng năm đó, các khẩu pháo còn lại được tháo dỡ cho việc phòng thủ trên bờ. Không quân Đức tìm cách ném bom nó vào ngày 17 tháng 10 năm 1939; nhiều quả bom ném suýt trúng đã khiến nó bị hư hại đáng kể. Sau khi được sửa chữa, nó tiếp tục đảm nhiệm vai trò tàu kho chứa cho đến khi chiến tranh kết thúc. Iron Duke cuối cùng bị bán để tháo dỡ vào năm 1946.

### Marlborough
Marlborough là chiếc đụng độ nặng nhất trong trận Jutland, khi đã bắn tổng cộng 162 quả đạn pháo hạng nặng trong tổng số 292 quả đạn mà cả lớp Iron Duke đã bắn ra. Nó được phân về Đội 6 thuộc Hải đội Chiến trận 1 về phía cuối đội hình hàng chiến trận Anh, và đã phục vụ như là soái hạm của Chuẩn đô đốc Cecil Burney. Trong trận chiến, nó bị bắn trúng một quả ngư lôi ở giữa tàu, khiến lườn tàu bị thủng một lỗ rộng 21 x 6 m (70 x 20 ft). Cho dù bị hư hại, nó vẫn ở lại vị trí trong đội hình, cho dù tốc độ bị giảm còn 17 kn (31 km/h; 20 mph). Marlborough tiếp tục bắn với dàn pháo chính của nó cho đến khi độ nghiêng gia tăng khiến hỏa lực không còn hiệu quả. Cuối cùng con tàu rút lui về Humber, nơi việc sửa chữa nó kéo dài mất ba tháng.
Sau chiến tranh, Marlborough tham gia phục vụ cùng Iron Duke tại Địa Trung Hải, nơi nó ở lại cho đến năm 1926. Sau đó nó được chuyển sang Hạm đội Đại Tây Dương, và lượt phục vụ này kéo dài ba năm cho đến năm 1929, khi được rút khỏi hoạt động thường trực. Con tàu bị bán để tháo dỡ vào năm 1932.

### Benbow

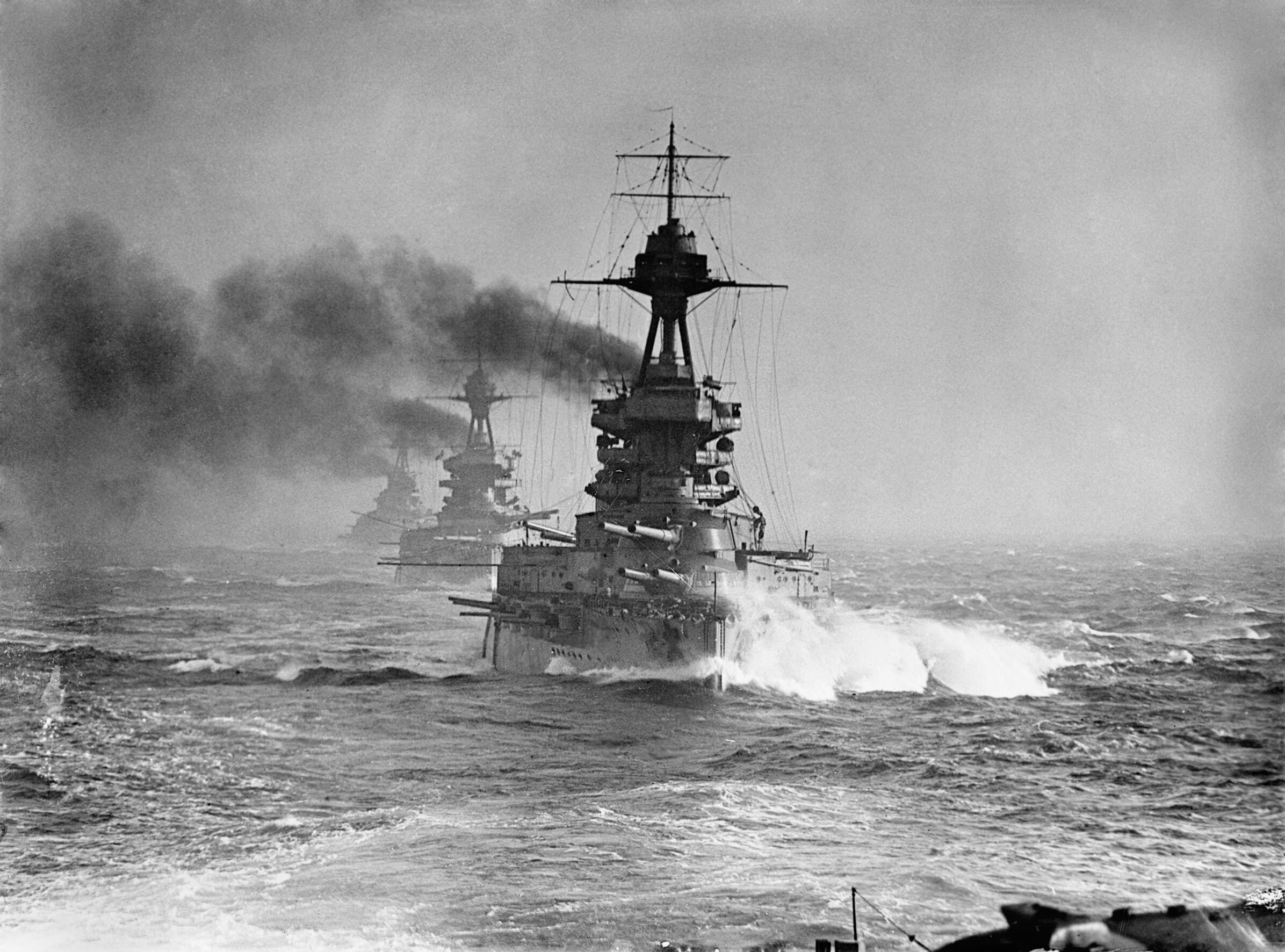
Benbow trong hàng chiến trận

Giống như những con tàu chị em, Benbow nằm trong thành phần Hạm đội Grand trong giai đoạn Thế Chiến I, nó được phân về Hải đội Chiến trận 4 vào ngày 10 tháng 12 năm 1914. Benbow là soái hạm của Đô đốc Doveton Sturdee, chỉ huy Đội 4 của Hải đội Chiến trận 4, trong trận Jutland. Đơn vị này đi ngay trước Đội 3, nơi Đô đốc Jellicoe chỉ huy hạm đội từ con tàu chị em với Benbow là Iron Duke. Trong suốt trận chiến, Benbow đã không bị hư hại. Giống như Iron Duke và Marlborough, Benbow được chuyển sang Địa Trung Hải vào năm 1919, đã bắn pháo hỗ trợ cho lực lượng Bạch vệ tại Hắc Hải. Nó nối gót Marlborough chuyển sang Hạm đội Đại Tây Dương vào năm 1926; được rút khỏi Đăng bạ Hải quân năm 1929 và được bán để tháo dỡ.

### Emperor of India
Emperor of India cũng được phân về Hải đội Chiến trận 4 vào tháng 12 năm 1914. Nó lỡ mất trận Jutland do đang ở trong ụ tàu để bảo trì định kỳ. Sau khi chiến tranh kết thúc, nó được chuyển sang Hạm đội Địa Trung Hải cùng với ba chiếc tàu chị em. Emperor of India quay trở lại Anh Quốc vào năm 1922 để tái trang bị, rồi lại tiếp tục làm nhiệm vụ tại Địa Trung Hải trước khi chuyển sang Hạm đội Đại Tây Dương cùng các con tàu chị em vào năm 1926, rồi ngừng hoạt động vào năm 1929. Thay vì được tháo dỡ, nó được sử dụng như một mục tiêu tác xạ, và bị đánh đắm năm 1931. Nó được cho nổi lên không lâu sau đó và được bán để tháo dỡ vào ngày 6 tháng 2 năm 1932.